# Kasteel de Groene Poorte

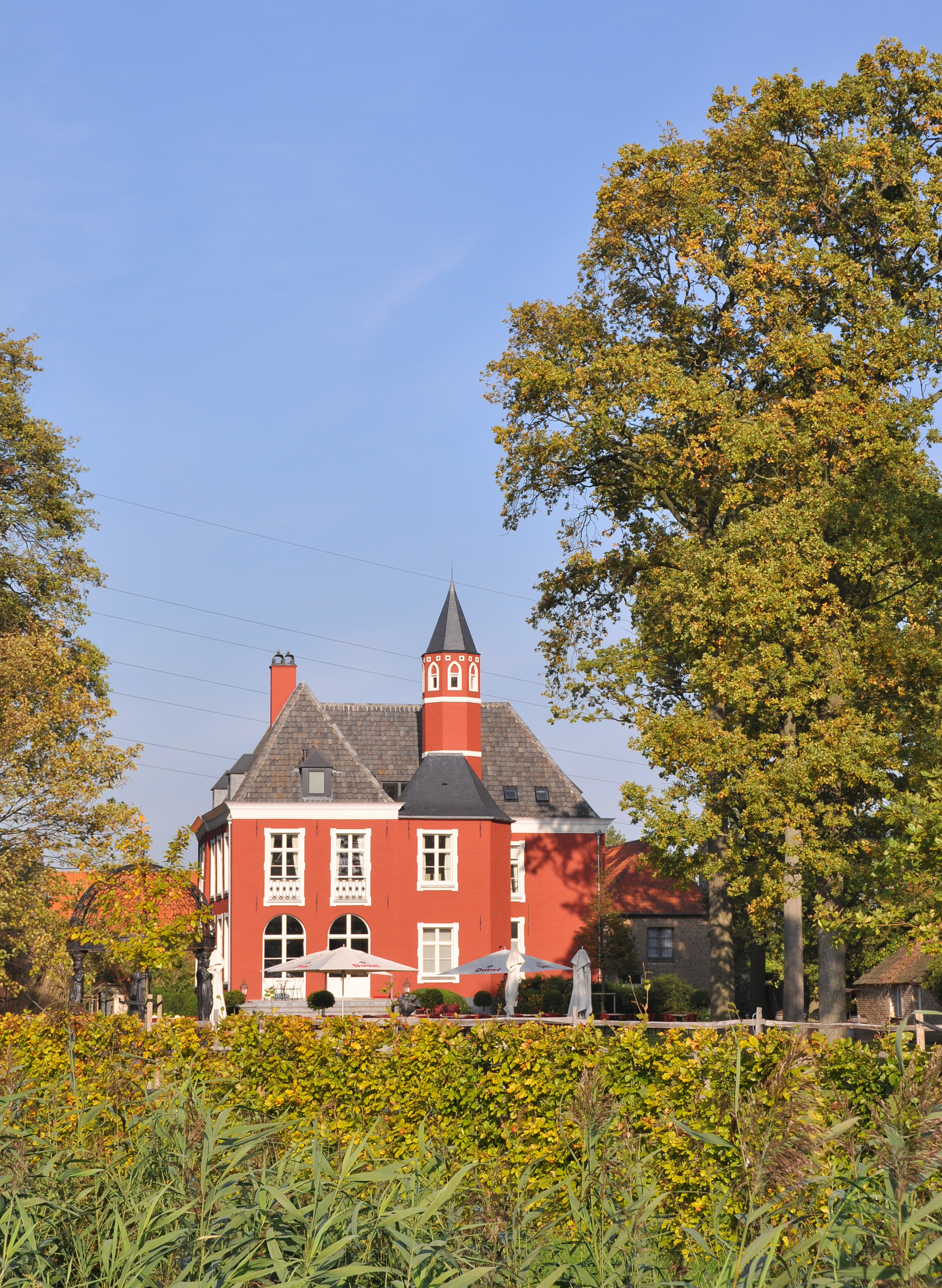
Kasteel de Groene Poorte

Het Kasteel de Groene Poorte is een kasteeldomein in de tot de West-Vlaamse gemeente Brugge behorende plaats Koolkerke, gelegen aan de Dudzeelse Steenweg 452, 460, 460A, en 464.

## Geschiedenis
In 1567 was er al sprake van een casteelgoet ende hofstede met twee sticken bogaert en walgrachten aen beede zeijden, ende met een stixken ten oosthende van de scheure ende achterpoorte. Er was een omgracht opperhof en een neerhof en diverse grachten. In 1862 werd het gebouw bepleisterd en voorzien van kantelen. Omstreeks 1880 werd een kas gebouwd en ook een tuinpaviljoen, dat later werd gesloopt.

## Gebouw
Het huidige kasteeltje heeft een L-vormige plattegrond, met in de oksel een achtzijdig traptorentje. Tegen de noordzijde is een kapel aanwezig. De kelder wordt overwelfd door tongewelven. De bepleistering is inmiddels verdwenen.
Het domein omvat, behalve het kasteel, enkele bedrijfsgebouwen. Ook is er een ommuurde tuin met langwerpige kas, en een klein bos met daarin een vijver.